# Quadratzoll
Ein Quadratzoll, im angloamerikanisches Maßsystem (engl. square inch), ist eine Flächeneinheit und entspricht der Fläche eines Quadrats mit einem Zoll (inch) Kantenlänge.
Da ein Zoll nur im angloamerikanisches Maßsystem 2,54 Zentimeter lang ist, hat ein Quadratzoll eine Fläche von 6,4516 Quadratzentimeter.
Ein Fuß ist in diesem System 12 Zoll lang und damit hat ein Quadratfuß 144 Quadratzoll.